# وسائل التواصل الاجتماعي في التعليم
تشير وسائل التواصل الاجتماعي في التعليم إلى ممارسة استخدام منصات وسائل التواصل الاجتماعي كوسيلة لتعزيز تعليم الطلاب. تُعرف وسائل التواصل الاجتماعي بأنها «مجموعة من التطبيقات المستندة إلى الإنترنت والتي تستند إلى الأسس الإيديولوجية والتكنولوجية للويب 2.0 ، والتي تسمح بإنشاء وتبادل المحتوى الذي ينشئه المستخدم».

## أجهزة الطلاب
بعد الثمانينيات، كان هناك إزدهار في تطور الكمبيوتر حددت ملامح التسعينيات من القرن الحادي والعشرين، حيث تم التعرف على الأقراص المضغوطة لأول مرة، وأصبح الإنترنت أكثر سهولة في الاستخدام. اعتبارًا من عام 2018، 95٪ من الطلاب المراهقين كان لديهم إمكانية الوصول إلى الهاتف الذكي و 45٪ يقولون أنهم عادة متصلون بالإنترنت بشكل دائم. نظرًا لأن استخدام التكنولوجيا ووسائل التواصل الاجتماعي أصبح أكثر انتشارًا، يقول بعض المعلمين والآباء بأنها مشتتة للغاية بالنسبة لبيئة الفصل الدراسي. وقد أدى هذا إلى قيام العديد من المدارس بحظر الاتصال بلإنترنت، بما في ذلك الوصول إلى مواقع التواصل الاجتماعي، وحتى منع استخدام الهواتف المحمولة في الفصول الدراسية. وفد ثبت أن هذه السياسات غير فعالة في بعض الحالات، حيث يواصل الطلاب إحضار هواتفهم إلى الفصل على الرغم من ذلك، ويجد الكثيرون طرقًا للوصول إلى مواقع وسائل التواصل الاجتماعي بغض النظر عن الاحتياطات التي يتخذها مديرو المدارس.
استجابة لهذه التحديات، تبنت العديد من المدارس سياسة «إحضر جهازك الخاص» (BYOD) إلى المدرسة. هذه السياسة تسمح للطلاب بإحضار جهاز الوصول إلى الإنترنت الخاص بهم، مثل الهاتف أو iPad ، لغرض الوصول إلى الإنترنت لغرض البحث والأنشطة الأخرى داخل الفصل. في حين تم تقديم مفهوم «إحضر جهازك الخاص»BYOD في البداية كوسيلة لخفض تكاليف تكنولوجيا الأقسام، فإن الإداريين والمعلمين يدركون فوائد أخرى من سياسات «إحضر جهازك الخاص» BYOD ، مثل زيادة دوافع الطلاب ومشاركتهم  والوصول إلى المعلومات في أي مكان.
من الناحية الأكاديمية، أثبتت الدراسة التي أجراها شاهزاد خان في عام 2010 أن الطلاب يستخدمون وسائل التواصل الاجتماعي بشكل أكبر وهذا يؤثر على التواصل بشكل إيجابي. لم تشر هذه الدراسة إلى وجود تأثير سلبي على الطلاب. لم تظهر أي دراسات أخرى أجرتها مقابلية وقطيشات ومسعدة وهدى كراجة في عام 2015 أي تأثير سلبي لوسائل الإعلام الاجتماعية على الطلاب ولكنها ركزت على جهل الأكاديميين بسبب قضاء الكثير من الوقت على وسائل التواصل الاجتماعي. وقد ناقش ندبيلي ومبوديلي أن منصات التعلم الإلكتروني فعالة للطلاب.

## دمج الاجهزة مع بيئة الجهازالفصل الدراسي
يمكن وصف تكامل التكنولوجيا على أنه ينطوي على احتياجات الطلاب بدلاً من أن يدور حول احتياجات المعلمين. في فصل دراسي مزود بلوحة بيضاء وجهاز كمبيوتر واحد، سيتمحور التعلم حول المعلم. مع استخدام التكنولوجيا، يمكن لبيئة التعلم أن تتوسع.
يمكن أن يكون استخدام التكنولوجيا في الفصل الدراسي إيجابيًا للغاية. يمكن للتكنولوجيا دعم وتحسين بيئة التعلم. ونظرًا لأن التكنولوجيا أصبحت أكثر شيوعًا في العالم اليوم، يعتقد المعلمون أن تطوير هذه المهارات التكنولوجية بين الطلاب يمكن أن يكون مفيدًا جدًا لدخول عالم القوى العاملة. إنشاء التكنولوجيا للكتب عبر الإنترنت جعل الأجهزة اللوحية وأجهزة الكمبيوتر المحمولة شائعة على نطاق واسع في الفصل الدراسي. وبهذا يمكن للطلاب الوصول بسهولة إلى هذا الموارد في أي مكان وفي أي وقت. يمكن استخدام أجهزة الكمبيوتر المحمولة للوصول إلى المعلومات بسرعة في الفصل الدراسي وجمع المعرفة. يمكن استخدام الإنترنت للأنشطة التفاعلية التي تتضمن استطلاعات الرأي وتدوين الملاحظات وتسجيل البيانات والبحث.
وسائل التواصل الاجتماعي لها تأثير قوي على الطلاب. وقد ركزت الدراسات على تأثير وسائل التواصل الاجتماعي وعكست أن 38٪ من الطلاب يركزون على الدور الإيجابي لوسائل الإعلام الاجتماعية في دراستهم بينما وافق 16٪ من الطلاب على ذلك بشدة، لكن 40٪ فقط عارضوا ذلك. 4.7٪ من الطلاب عارضوا بشدة أن وسائل التواصل الاجتماعي تساعدهم في الدراسة. من الواضح أيضًا أن وسائل التواصل الإجتماعي تؤثر على كلا الجنسين، ووفقًا للنتائج، يمكن ملاحظة أن 53٪ من الطالبات تأثرت دراستهن سلباً، بينما لا يوافق 46٪ على هذه النقطة. بالنسبة للطلاب الذكور، 40 ٪ يوافقون على أن وسائل التواصل الاجتماعي لها تأثير سلبي على الدراسة في حين عارض 59 ٪ هذه الفكرة.
يمكن أن يكون هناك تأثير سلبي أيضا لاستخدام التكنولوجيا داخل الفصول الدراسية. تظهر إحدى الدراسات أن الطلاب الذين استخدموا أجهزة الكمبيوتر المحمولة في الفصل الدراسي لأسباب غير أكاديمية كان أداءهم الدراسي أقل بشكل عام. قضى هؤلاء الطلاب معظم وقتهم على مواقع التواصل الاجتماعي والتسوق عبر الإنترنت وغيرها من الاسباب الشخصية.

## التطبيقات والخدمات
لقد غيرت التطورات الأخيرة في التكنولوجيا كيف وما يتعلمه الطلاب في الفصل الدراسي. يتيح الإنترنت للطلاب الوصول إلى موارد أكثر من أي وقت مضى، من ناحية أدوات البحث والتعلم. يتم تعليم الطلاب أن يكونوا أكثر انتقادًا في الحياة بشكل عام عندما يتعين عليهم تحديد المصادر ذات المصداقية أو لا عند إجراء البحث على الإنترنت. يمكن للطلاب أيضًا المشاركة في التعلم النشط باستخدام الأجهزة للمشاركة في التعلم الميداني والخدمي من خلال العمل مع المنظمات خارج الفصل الدراسي لحل المشاكل وإنشاء مشاريع جديدة.
يمكن للطلاب أيضًا استخدام أجهزتهم للوصول إلى أنظمة إدارة التعلم مثل Blackboard و Canvas. يمكن للطلاب إكمال عملهم في أي مكان طالما لديهم خدمة الإنترنت، مما يمنحهم المزيد من الحرية خارج الفصل الدراسي.
تم تطوير تطبيقات أخرى تجمع بين مهام التعلم وعناصر وسائل التواصل الاجتماعي. Quizlet هي أداة جديدة تساعد الطلاب على الدراسة بطريقة جديدة. يتيح Quizlet للمستخدمين إنشاء مجموعات البطاقات التعليمية المتوفرة دائمًا للدراسة. كما أنه يأخذ مجموعات البطاقات هذه وينشئ تلقائيًا اختبارات ممارسة وأنشطة الأخرى لمساعدة الطلاب على الدراسة، والتي يمكنهم مشاركتها مع مستخدمين آخرين. هناك معارضة للتعلم من مواقع الويب مثل Quizlet لأن بعض الناس يعتقدون أنهم يسهّلون على الطلاب الغش، مدعين أنه يمكن للطلاب استخدام هواتفهم أثناء الاختبار للبحث عن إجابات ويمكن أن ينقل الطلاب الآخرون عملهم بأنفسهم.

## الأساليب التي تستخدمها المؤسسات للتواصل
تقوم مؤسسات الكلية بتمثيل العديد من منصات وسائل التواصل الاجتماعي في أنظمتها التعليمية لتحسين عملية التواصل مع الطلاب والجودة الشاملة لحياة الطلاب. وهذا يزود الكليات بمنهجية سهلة وسريعة للاتصال ويسمح لها بإعطاء وتلقي التغذية الراجعة للطلاب. شهد استخدام وسائل التواصل الاجتماعي ارتفاعًا حادًا خلال العقد الماضي حيث ان الأبحاث الحالية أظهرت أن جميع طلاب الكلية تقريبًا يستخدمون شكلاً من أشكال مواقع الشبكات الاجتماعية. تظهر الدراسات التي أجريت أن 99٪ من طلاب الجامعات الذين يستخدمون وسائل التواصل الاجتماعي يستخدمون الفيسبوك و 35٪ يستخدمون تويتر. أصبح فيسبوك وتويتر الأشكال السائدة لمنصات التواصل الاجتماعي التي نمت شعبيتها بنجاح. تستخدم المؤسسات التعليمية على نطاق واسع منصات وسائل التواصل الاجتماعي مثل تويتر وفيسبوك ويوتيوب للتواصل مع الطلاب وتوفير المعلومات المناسبة. تعتبر المؤسسات أيضًا ان توصيل المعلومات من خلال استخدام التكنولوجيا جزءًا حيويًا في نجاح الطلاب. في العديد من الفصول الدراسية في جميع أنحاء أمريكا، أنشأ المعلمون صفحات وسائل التواصل الاجتماعي لفصولهم الدراسية التي يمكنهم من خلالها نشر الواجبات الدراسية والتفاعل مع طلابهم. شعرت المدارس بالحاجة إلى وضع لوائح لكيفية تفاعل الطلاب وأعضاء هيئة التدريس عبر الإنترنت. يبتعد العديد من المعلمين عن «صداقة» «متابعة» طلابهم عبر الإنترنت لأنه يمكن أن يصبح شخصيًا للغاية.

## وسائل التواصل الاجتماعي
ساعد استخدام وسائل التواصل الاجتماعي في التعليم بعض المعلمين على توجيه طلابهم بشكل أكثر فاعلية.
فبدلاً من التنافس أو منع الوصول إلى مواقع التواصل الاجتماعي، احتضنت بعض المدارس هذه الفكرة وتستخدمها لتعزيز تعليم الطلاب.
يستخدم الآباء والطلاب والمعلمون وسائل التواصل الاجتماعي لاتصال والتواصل داخل الفصل الدراسي وخارجه. أنشأت برامج مثل BlackBoard و School loop و Top Hat و Moodle منصات لتحسين تجربة التعلم من خلال زيادة التواصل بين جميع الأطراف. هذه المواقع ليست بالضرورة مواقع ويب لوسائل التواصل الاجتماعي، ولكن ميزات الاتصال المضافة مثل المنتديات تخلق تجربة تشبه تجربة وسائل التواصل الاجتماعي. أظهرت الدراسات أن 96٪ من الطلاب لديهم إمكانية الوصول إلى الإنترنت، بالإضافة إلى الوصول إلى موقع واحد على الأقل من مواقع التواصل الاجتماعي. ينفذ المعلمون قاعدة عدم استخدام التلفونات داخل الفصول الدراسية، ويقومون بتنفيذها في دوراتهم التعليمية للحفاظ على انتباه الطلاب في الفصل. يكون المعلمون معرضين للخطر عند استخدام هذه المنصات، واستخدام المعلمين لوسائل التواصل الاجتماعي خارج الفصل الدراسي لا يحميهم دائمًا من قبل منظمة اتحاد المعلمين. يتحمل المعلمون المخاطرة عند اختيار التواصل مع الطلاب خارج الفصل الدراسي، خاصةً عندما يتحدثون محادثات خاصة عبر وسائل التواصل الاجتماعي. الشفافية هي مفتاح التواصل مع الطلاب. يختار المعلمون استخدام التويتر كوسيلة للتحدث إلى طلابهم لأنه موقع وسائط اجتماعية حيث تكون المشاركات والتعليقات مفتوحة للجمهور.
وقد ظهر السبب في استخدام وسائل التواصل الاجتماعي من دراسة أجراها Fezilelsik في عام 2013. ناقشت الدراسة أن وسائل التواصل الاجتماعي تساعد أعضاء هيئة التدريس على تقديم أمثلة جيدة والفهم فيما يتعلق بالمرئيات. وسائل التواصل الاجتماعي لها دور إيجابي في توفير آخر الأخبار للطلاب وإعلامهم بأنشطة الدورة التدريبية. ركزت دراسة اُجريت عبر زهرة محسن وفلك جميل وبهاماني على أن الطلاب عادة ما يضيعون وقتهم عندما يعملون على ملفاتهم الشخصية على وسائل التواصل الاجتماعي. في دراسة اجراها حمادة في عام 2013 اثبتت أن وسائل التواصل الاجتماعي إيجابية في توفير ارتباط أفضل في العائلة والأصدقاء وتساعد على أن تكون أكثر اجتماعية في أسس اجتماعية سياسية.